# Ecteinascidia sluiteri
Ecteinascidia sluiteri is een zakpijpensoort uit de familie van de Perophoridae. De wetenschappelijke naam van de soort is voor het eerst geldig gepubliceerd in 1906 door Herdman.